# Armin Andres
Armin Andres (Bamberga, 5 aprile 1959) è un ex cestista e allenatore di pallacanestro tedesco.

## Carriera
Con la Germania Ovest ha disputato i Campionati mondiali del 1986 e i Campionati europei del 1987.
Con la Germania ha disputato i Giochi olimpici di Barcellona 1992.

## Palmarès

### Allenatore
- Coppa di Germania: 1

Colonia 99ers: 2005